# Kari
Kari ist ein weiblicher und männlicher Vorname.

## Herkunft und Bedeutung
- Kari ist ein weiblicher nordischer Vorname als norwegische und schwedische Form von Karin oder Katharina.[1]
- Kari ist ein männlicher finnischer Vorname.
- Kari ist eine Schweizer Koseform für Karl.
- Kári ist ein altnordischer Männername, der im modernen Norwegisch Kåre heißt.
- Kari ist eine Abkürzung des japanischen Namens Hikari

## Namensträger

### Vorname, weiblich
- Kari Bremnes (* 1956), norwegische Sängerin und Liedermacherin
- Kari Diesen (1914–1987), norwegische Schauspielerin und Sängerin
- Kari Henneseid Eie (* 1982), norwegische Biathletin
- Kari Gjesteby (* 1947), norwegische Politikerin
- Kari Henriksen (* 1955), norwegische Politikerin
- Kari-Anne Jønnes (* 1972), norwegische Politikerin
- Kari Elisabeth Kaski (* 1987), norwegische Politikerin
- Kari Kjønaas Kjos (* 1962), norwegische Politikerin
- Kari Köster-Lösche (* 1946), deutsche Schriftstellerin
- Kari Matchett (* 1970), kanadische Film- und Fernsehschauspielerin
- Kari Nordheim-Larsen (* 1948), norwegische Politikerin
- Kari Rueslåtten (* 1973), norwegische Sängerin
- Kari Simonsen (* 1937), norwegische Schauspielerin
- Kari Skogland, kanadische Film- und Fernsehregisseurin
- Kari Traa (* 1974), norwegische Skisportlerin
- Kari Wuhrer (* 1967), US-amerikanische Schauspielerin und Sängerin
- Kari Byron (* 1974), US-amerikanische Bildhauerin, Malerin und Schauspielerin, Mitglied der Mythbusters
- Kari Erlhoff (* 1979), deutsche Kinder- und Jugendbuchautorin (unter anderem „Die drei Fragezeichen“)

### Vorname, männlich
- Kari Arkivuo (* 1983), finnischer Fußballspieler
- Kari Eisenhut (* 1972), Schweizer Gleitschirmpilot
- Kari Härkönen (* 1959), finnischer Skilangläufer
- Kari Hotakainen (* 1957), finnischer Schriftsteller
- Kari Jormakka (1959–2013), finnischer Architekt
- Kari Kapsch (* 1964), österreichischer Manager
- Kari Karhunen (1915–1992), finnischer Mathematiker
- Kari Lehtonen (* 1983), finnischer Eishockey-Torwart
- Kari Sallinen (* 1959), finnischer Orientierungsläufer
- Kari Tiainen (* 1966), finnischer Motorradsportler
- Kari Ukkonen (* 1961), finnischer Fußballspieler
- Kari Ylianttila (* 1953), finnischer Skispringer
- Kári Kristján Kristjánsson (* 1984), isländischer Handballspieler
- Dällebach Kari, eigentlich Karl Tellenbach (1877–1931), Schweizer Coiffeur und Berner Stadtoriginal

### Familienname
- Ariane Kari (* 1987), deutsche Veterinärmedizinerin
- Ayman Kari (* 2004), französischer Fußballspieler
- Dagur Kári (* 1973), isländischer Filmemacher
- Emma Kari (* 1983), finnische Politikerin
- Hilda Kari (* 1949), salomonische Politikerin und Ministerin
- Monia Kari (* 1971), tunesische Leichtathletin
- Niko Kari (* 1999), finnischer Automobilrennfahrer
- Regina Kari (1892–1970), finnische Schwimmerin
- Rina Ronja Kari (* 1985), dänische Politikerin
- Steven Kari (* 1993), papua-neuguineischer Gewichtheber
- Tamla Kari (* 1988), britische Schauspielerin

### In Mythologie und Fiktion
- Kari (Mythologie), altnordischer Name eines Riesen in der nordischen Mythologie

- Kari Nordmann, norwegisches Pendant zu Erika Mustermann

## Sonstiges
- Kari (Mond), ein Saturnmond